# Stylianos Pattakos
Stylianos Pattakos (in greco Στυλιανός Παττακός; Kourites, 8 novembre 1912 – Atene, 8 ottobre 2016) è stato un militare e politico greco.

## Biografia
Fu uno dei cervelli della dittatura dei colonnelli. Dopo il ritorno della democrazia fu sottoposto a processo e condannato a morte per alto tradimento, ma si vide presto la pena commutata nell'ergastolo. Nel 1990 fu scarcerato per motivi di salute.